# 全正値行列
数学において、全正値行列（ぜんせいちぎょうれつ、英: totally positive matrix）とは、そのすべての小行列式の値が正となる正方行列をいう。全正値行列のすべての成分は正であり、正行列でもある。また、すべての主小行列式が正（および、そのすべての固有値が正）であり、対称全正値行列は正定値行列でもある。全非負行列も同様に、すべての小行列式の値が非負（正もしくは0）である正方行列のことと定義される。"全正値"を"全非負"の意味で用いる場合もある。

## 意味
n × n 行列{\displaystyle {\boldsymbol {A}}=(A_{ij})_{ij}} とする。任意の{\displaystyle p\in \{1,2,\dotsc ,n\}}につき、任意のp × p部分行列{\displaystyle {\boldsymbol {B}}=(A_{i_{k}j_{\ell }})_{k\ell }}を以下の条件の下で取ることとする：
{\displaystyle 1\leq i_{1}<\ldots <i_{p}\leq n,\qquad 1\leq j_{1}<\ldots <j_{p}\leq n.}
以下が成り立つとき、Aは全正値行列である。
{\displaystyle \det({\boldsymbol {B}})>0}

## 歴史
全正値性の理論の発展につながった歴史的なトピックには、以下の研究が含まれる： 
- 全正値カーネルと全正値行列のスペクトル特性に関する研究
- グリーン関数が全正値であるような常微分方程式（MGケリンと何人かの同僚による1930年代半ばの研究）
- variation diminishing propertiesI. J. Schoenbergによって1930年に開始された）に関する研究
- （Iriation diminishing propertiesJシェーンベルグによって1930年に開始された）研究
- ポリア周波数関数（1940年代後半から1950年代初頭のIJシェーンベルグによる）。

## 例
たとえば、ノードが正で、かつ増加しているヴァンデルモンドの行列式は全正値行列である。

## 参照
- Compound matrix